# Juan Ostoic
Juan Benito Ostoic Ostoic (Rosario de Huara, 21 de marzo de 1931-25 de junio de 2020) fue un baloncestista, entrenador y crucigramista chileno.

## Biografía

### Primeros años
Nacido el 21 de marzo de 1931 en la oficina salitrera Rosario de Huara, en la Región de Tarapacá, proveniente de una familia de inmigrantes croatas asentados en el Norte de Chile.

### Carrera deportiva
Defendió los colores del Chung Hwa, club perteneciente a la colonia china de Iquique. En 1958 fue elegido como el mejor pívot del país, en conjunto con Ricardo Miranda.
Fue internacional con la selección de Chile y participó del equipo chileno que finalizó en tercer lugar del campeonato mundial de Buenos Aires 1950. También participó en los Juegos Olímpicos de Helsinki 1952 y Melbourne 1956.

### Técnico
Fue entrenador de la Unión Española que se coronó campeón en los años 1970, 1971, 1972 y 1973. Ostoic lo logró con grandes jugadores del medio como Juan Guillermo Thompson, el mejor de todos los tiempos; Manuel Torres , capitán de la selección nacional; Edgardo Arismendi, El  "Jerry West" de Chile.' y dos buenos jugadores extranjeros: Berkeley Bute (USA) y Jose Miller (Costa Rica).  Cuando el legendario entrenador Dan Peterson tomo la selección entre 1971-73, Ostoic fue su asistente.

### Crucigramista
Desde 1967 fue creador de crucigramas, y tras su retiro del básquetbol se dedicó a esa labor a tiempo completo, creando los crucigramas del diario La Tercera desde 1981. Firmaba sus crucigramas con el seudónimo Jota O.

### Fallecimiento
Falleció a los ochenta y nueve años el 25 de junio de 2020 a causa de un problema cardíaco.